# Хаздрубал Гискон
Хаздрубал или Хаздрубал Гиско (умро 202. п. н. е.) био је картагински војсковођа. Предводио је картагинску војску у бици код Илипа.

## Биографија
Хаздрубал је у Шпанију послат 214. године п. н. е. као помоћ Хаздрубалу Барки након пораза у бици код Дертосе. Три године касније је учествовао у бици код Горњег Бетиса у којој је поражена војска Публија и Гнеја Корнелија Сципиона. Међутим, године 206. п. н. е. доживео је велики пораз код Илипа. Потом се искрцао у Африку и на картагинску страну привукао нумидског поглавицу Сифакса. Међутим, Сципион Африканац два пута их је поразио. Након пораза се вратио у Картагину где је од срамоте извршио самоубиство.